# Задоволення (фільм, 1931)
«Задоволення» (англ. Pleasure) — американська мелодрама режисера Отто Бровера 1931 року.

## Синопсис
Джеральд Вітлі — відомий письменник з безжально егоїстичною дружиною. Джоан Ченнінг, модель, яка позує для Джорджа Вітлі, брата Джеральда. І Джеральд заводить романтичні відносини з Джоан, не зважаючи на те, що він одружений чоловік. Джордж також закохується в Джоан. Ситуація буде вирішена в дивовижному фіналі.

## У ролях
- Конуей Тірл — Джеральд Вітні
- Кармел Майерс — місіс Дороті Вітлі
- Френсіс Дейд — Джоан Ченнінг
- Пол Пейдж — Джордж Вітлі
- Роско Карнс — Арні
- Ліна Баскетт — Гелен
- Гарольд Гудвін — Ллойд
- Флоренс Лоуренс — Марта
- Джек Байрон — Аллан Дарроу